# Conventional International Origin
Der Conventional International Origin, abgekürzt CIO, ist der durch eine 5-jährige Messkampagne der Jahre 1900 bis 1905 festgelegte mittlere nördliche Rotationspol der Erde.
Auf ihn bezieht sich die laufende Einmessung des aktuellen Pols der Erdrotation, der eine zyklische Bewegung von einigen Metern Radius – die Polschwankung – und eine langsame säkulare Bewegung in Richtung Nordamerika vollführt.
Die Angabe der aktuellen Polkoordinaten erfolgt in Winkelsekunden bezüglich des CIO in einem 2D-kartesischen Koordinatensystem, dessen x-Achse in den Greenwicher Nullmeridian gelegt wurde.
An der Kampagne zur Festlegung des CIO beteiligten sich neben den 5 Stationen des Internationalen Breitendienst auch zahlreiche andere Observatorien und Institute. Heute ist für das Monitoring der Erdrotation der internationale Erdrotationsdienst (IERS) verantwortlich.